# Meshkatolzahra Safi
Meshkatolzahra Safi (* 5. August 2004) ist eine iranische Tennisspielerin.

## Karriere
Safi begann mit acht Jahren das Tennisspielen mit der ITF Junior Tennis Initiative (JTI) in Karadsch und bevorzugt Sandplätze. Als Juniorin konnte sie insgesamt 15 Turniere gewinnen, davon neun im Einzel und sechs im Doppel. Sie spielt vor allem Turniere auf der ITF Women’s World Tennis Tour, wo sie bislang einen Titel im Doppel gewann.
Als erstem iranischen Mädchen gelang ihr der Sprung unter die Top-100 der Juniorinnenweltrangliste.
Bei den Australian Open 2022 trat Safi sowohl im Juniorinneneinzel als auch mit Partnerin Nahia Berecoechea im Juniorinnendoppel an. Im Doppel scheiterte die Paarung Safi/Berecoechea in der ersten Runde an der topgesetzten Paarung Clervie Ngounoue und Diana Schneider, die den Titel im Doppel gewannen. Im Einzel gelang es Safi als erstem iranischen Teilnehmer – männlich oder weiblich – ein Spiel bei einem Junior-Grand-Slam-Turnier zu gewinnen, was weltweites Aufsehen erregte. Sie besiegte in der ersten Runde die australische Qualifikantin Anja Nayar mit 6:4 und 6:3, bevor sie an der späteren Finalistin Sofia Costoulas mit 0:6 und 2:6 scheiterte. Es war das erste Auftreten eines iranischen Mädchens bei einem Grand-Slam-Turnier seit Y. Saleh beim Junioreneinzel der Wimbledon Championships 1978.

## Turniersiege

### Doppel
| Nr. | Datum        | Turnier | Kategorie | Belag     | Partnerin      | Finalgegnerinnen         | Ergebnis         |
| --- | ------------ | ------- | --------- | --------- | -------------- | ------------------------ | ---------------- |
| 1.  | 7. Juni 2025 | Kayseri | ITF W15   | Hartplatz | Jasmine Conway | Jamilah Snells Duru Söke | 2:6, 6:4, [10:3] |

## Trivia
Der Instagram-Kanal von Safi hat über 26.000 Follower (Stand 30. Januar 2022).